# 나라 (1989년)
나라(1988년 7월 28일 ~ )는 대한민국의 가수이다. 음악그룹 치치의 전 멤버이다.

## 학력
- 한양대학교 무용학과 (졸업)